# Jagdschloss Rathsfeld

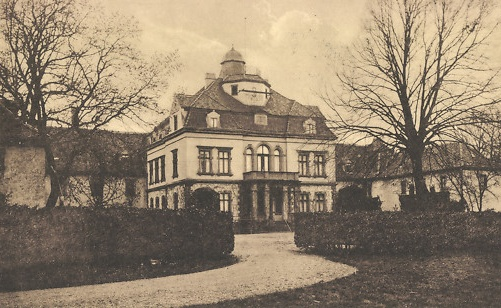
Jagdschloss Rathsfeld um 1900

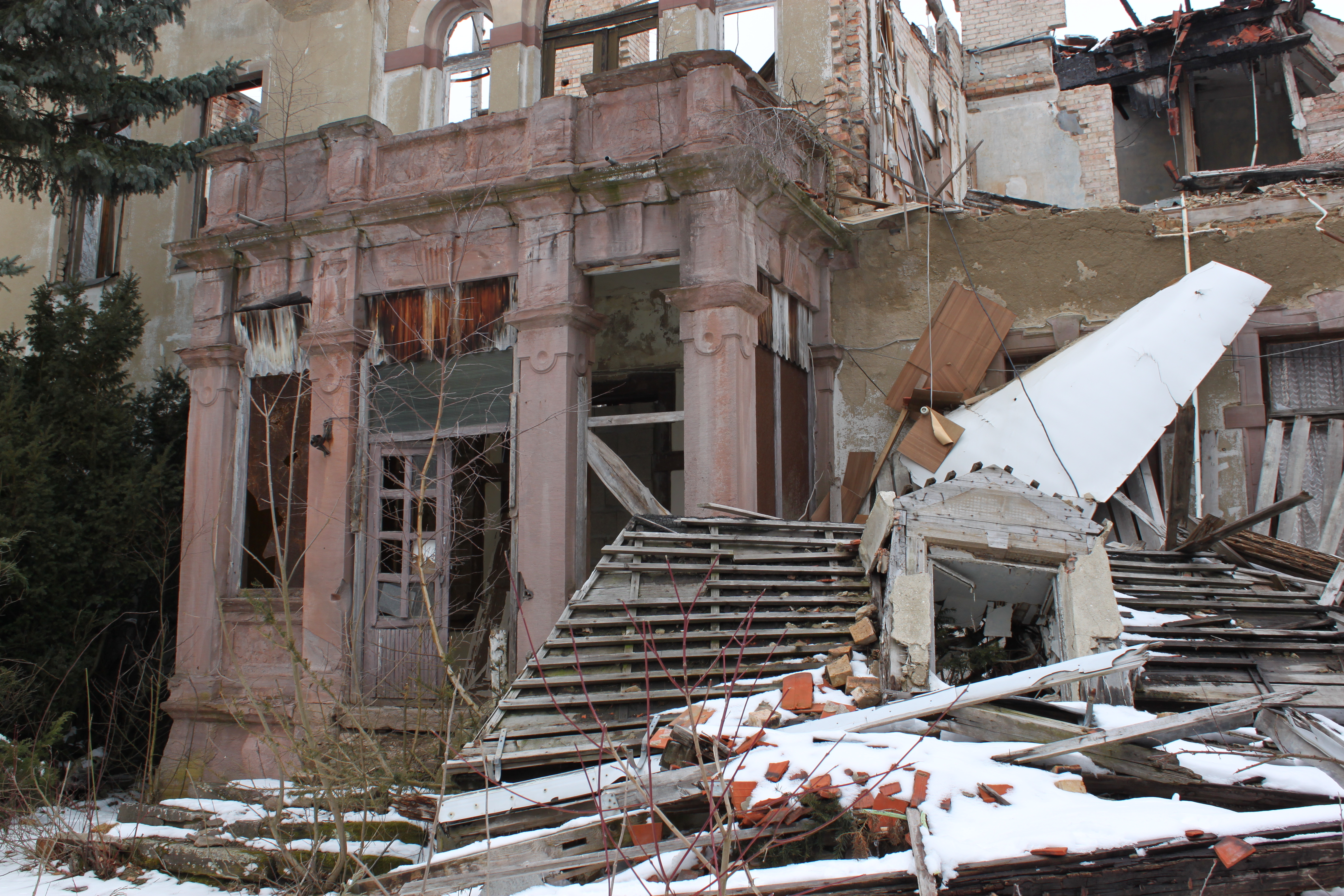
Terrasse des 2005 ausgebrannten Corps de Logis

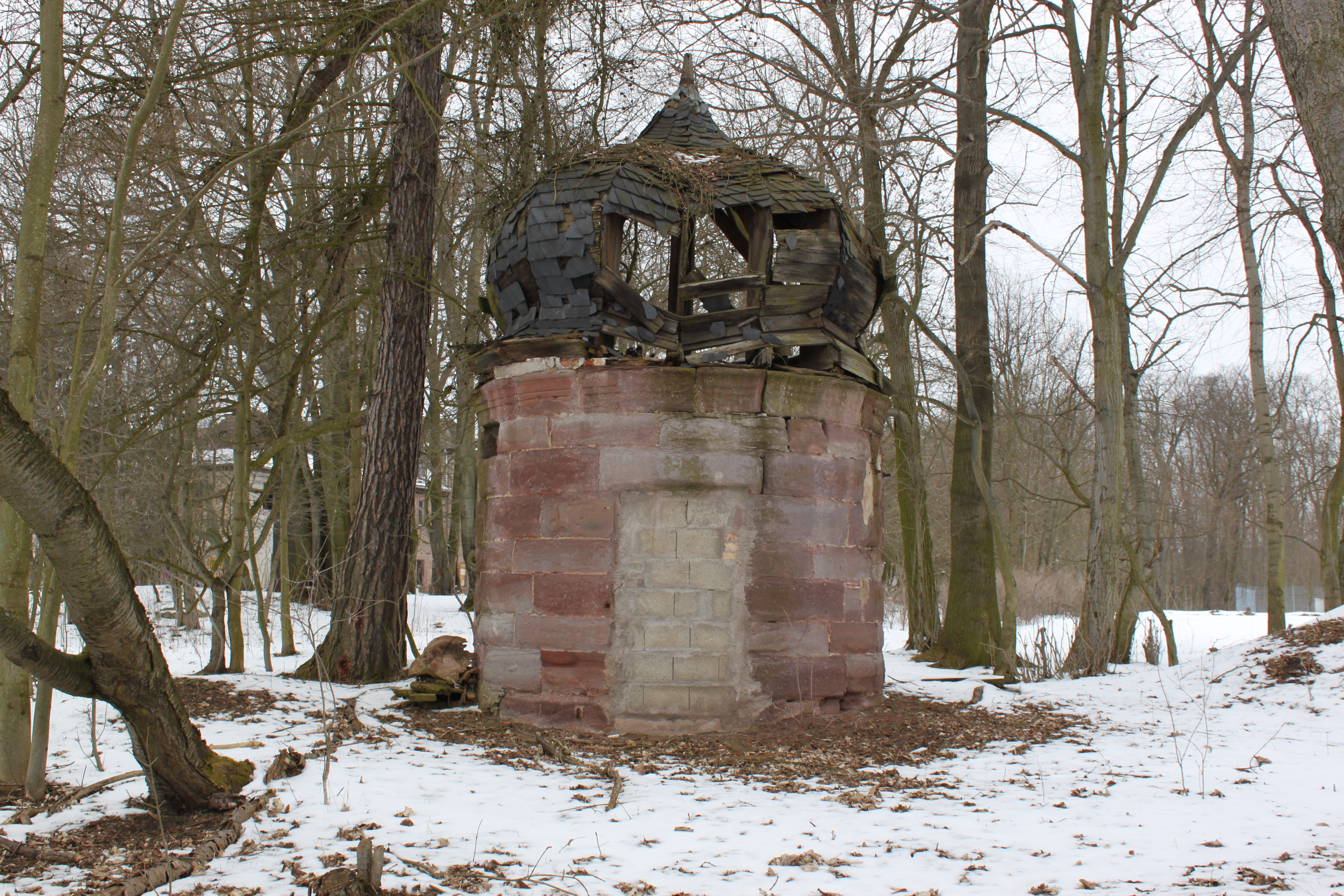
Brunnenhaus im Park

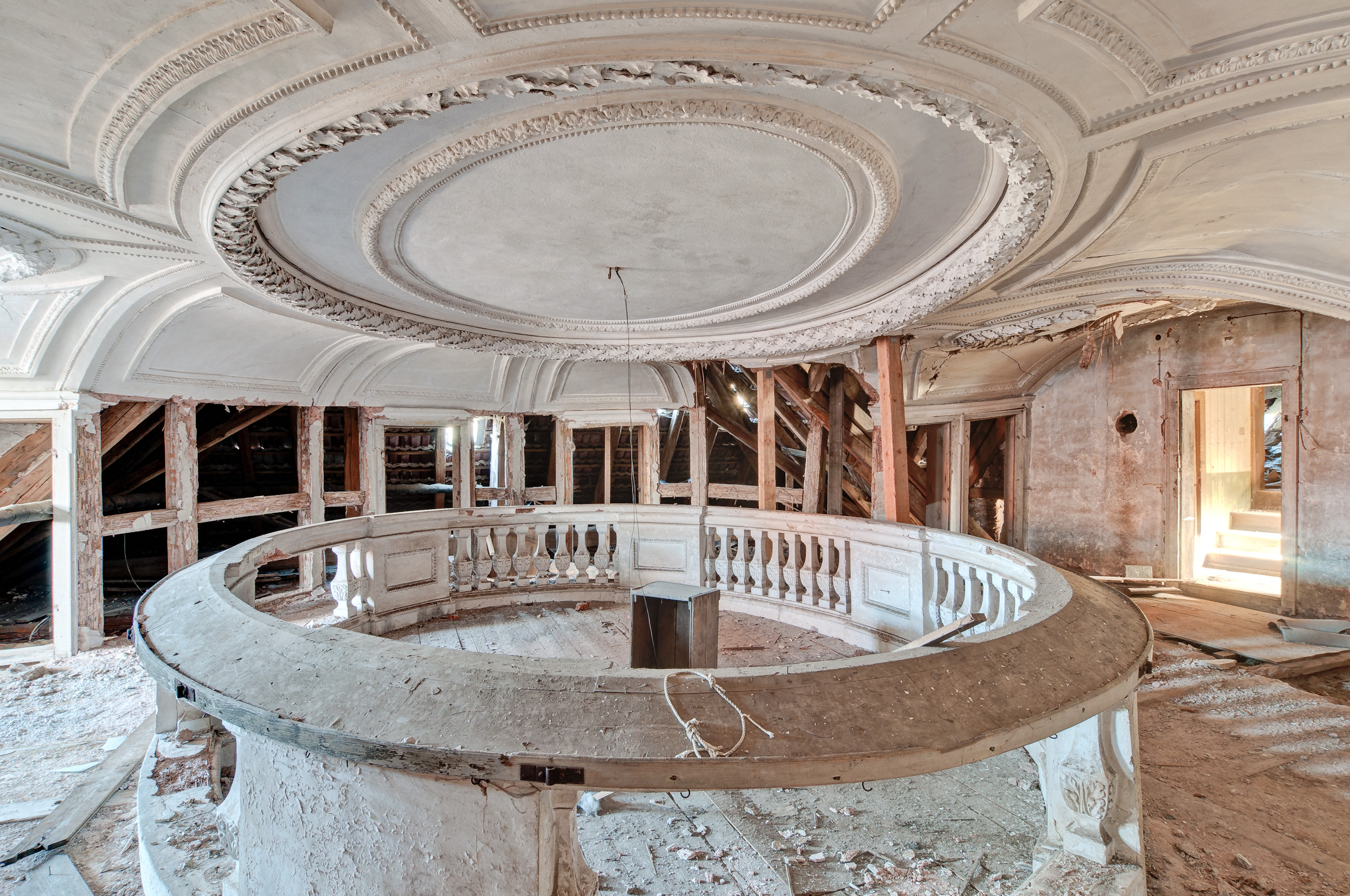
Musikerempore im Kirchpavillon (2012)

Das Jagdschloss Rathsfeld ist ein 1698 fertiggestelltes ehemaliges Jagdschloss inmitten des bewaldeten Mittelgebirges des Kyffhäusers in Thüringen bei Steinthaleben. Infolge jahrzehntelangen Leerstandes, Vandalismus und Brandstiftung ist das im Kyffhäuserkreis gelegene Schloss in seiner Existenz bedroht. 2012 wurde die Anlage aus der Liste der Kulturdenkmäler des Freistaates Thüringen gestrichen. Da das im Dehio-Handbuch S. 983 beschriebene Objekt jedoch noch steht und unbestritten von öffentlichem Interesse im Sinne von § 1 Thüringer Denkmalschutzgesetz ist und in § 4 Thüringer Denkmalschutzgesetz geregelt ist: Der Schutz unbeweglicher Kulturdenkmale und der Bodendenkmale ist nicht davon abhängig, dass sie in das Denkmalbuch eingetragen sind, ist das Jagdschloss Rathsfeld weiterhin ein Kulturdenkmal. In der aktuellen Liste der Kulturdenkmale vom 23. Oktober 2024 ist es wieder verzeichnet: Kyffhäuserkreis	Steinthaleben Rathsfeld 3 Einzeldenkmal Jagdschloss mit Park / Jagdschloss Rathsfeld Gemarkung Steinthaleben / Flur 9 / Flurstück(e) 32/5, 32/6, 32/13.

## Geschichte
Auf dem Gelände stand im Mittelalter ein Wirtschaftshof des Klosters Walkenried, der nach der Reformation 1534 an die Grafen von Schwarzburg überging.
1697 bis 1698 ließ Albert Anton Graf von Schwarzburg-Rudolstadt durch den Baumeister Moritz Richter den Jüngeren das Jagdschloss als eine zweigeschossige Dreiflügelanlage mit zum Park nach Süden geöffneten Ehrenhof errichten. Parallel zum Westflügel wurde ein nahezu gleicher Flügel erbaut und dadurch ein nach Norden offener Wirtschaftshof gebildet. Alle Flügel wurden durch rechteckige, leicht unterschiedliche Pavillons verbunden. Der Mittelflügel erhielt parkseitig einen Arkadengang aus zwölf Bögen. In dem westlichen Pavillon wurde eine dreigeschossige Kirche als Zentralbau mit einem ovalen Innenraum und umlaufender Empore auf zwölf Kolossalpfeilern eingebaut. Die Anlage hatte eine Wohn- und Nebennutzfläche von etwa 5000 Quadratmetern. Der Schlosspark war etwa 250.000 Quadratmeter groß. Er enthält ein barockes rundes Brunnenhaus.
Während der Befreiungskriege 1813–1815 diente die Anlage als Lazarett. 1908 wurde der Corps de Logis im Stil des Historismus vollständig erneuert.
Der letzte regierende Fürst zu Schwarzburg, Günther Victor von Schwarzburg-Rudolstadt, wohnte nach seiner Abdankung 1918 bis 1925 überwiegend auf Rathsfeld, danach erlosch das Wohnrecht für die Familie.
1925 kam das Schloss an den Deutschen Reichskriegerbund „Kyffhäuser“, der dort unter dem Namen Kyffhäuserheim ein Erholungsheim für Soldaten einrichtete. Im Sommer 1943 wurde es Ausweichquartier des Reichssippenamtes Berlin sowie des Amtes für Sippenforschung der NSDAP. Die Ergänzungskarten der Volkszählung im Deutschen Reich 1939 für Thüringen und die Mehrzahl derer für die Rheinprovinz lagerten bei Kriegsende nachweislich in der Ausweichstelle des Reichssippenamtes im Jagdschloss Rathsfeld und wurden dort wahrscheinlich noch im Jahr 1945 vernichtet.
Nach dem Zweiten Weltkrieg wurden die Gebäude zunächst zur Großbäckerei umfunktioniert. Zu DDR-Zeiten wurde das Schloss als Ferienheim und Weiterbildungsakademie des VEB Robotron Optima Büromaschinenwerk Erfurt und als Pionierferienlager genutzt. In dem Zusammenhang wurde unter anderem die Schlosskapelle durch Zwischendecken unterteilt. 1951 wurde südlich des Jagdschlosses das Zentrale Pionierferienlager Thomas Müntzer mit bis zu 1200 Plätzen und teilweise halbmilitärischer Nutzung durch die Gesellschaft für Sport und Technik errichtet.
Nach 1990 wurde bekannt, dass die DDR-Behörden geplant hatten, im Ferienlager im „Spannungsfall“ Oppositionelle zu inhaftieren.
Im Zuge der Wende kam das Schloss 1990 über die Treuhandanstalt an den Freistaat Thüringen. Dieser versteigerte es 1997 für 60.000 DM an eine private Eigentümerin, die es seither weiter verfallen und dem Vandalismus überließ. So wurde 2005 der 1908 errichtete Corps de Logis eine Ruine durch Brandstiftung. Im Jahr 2007 erhielt die Eigentümerin das Schwarze Schaf des Denkmalbundes Thüringen. Das Schloss steht nun wieder zum Verkauf.

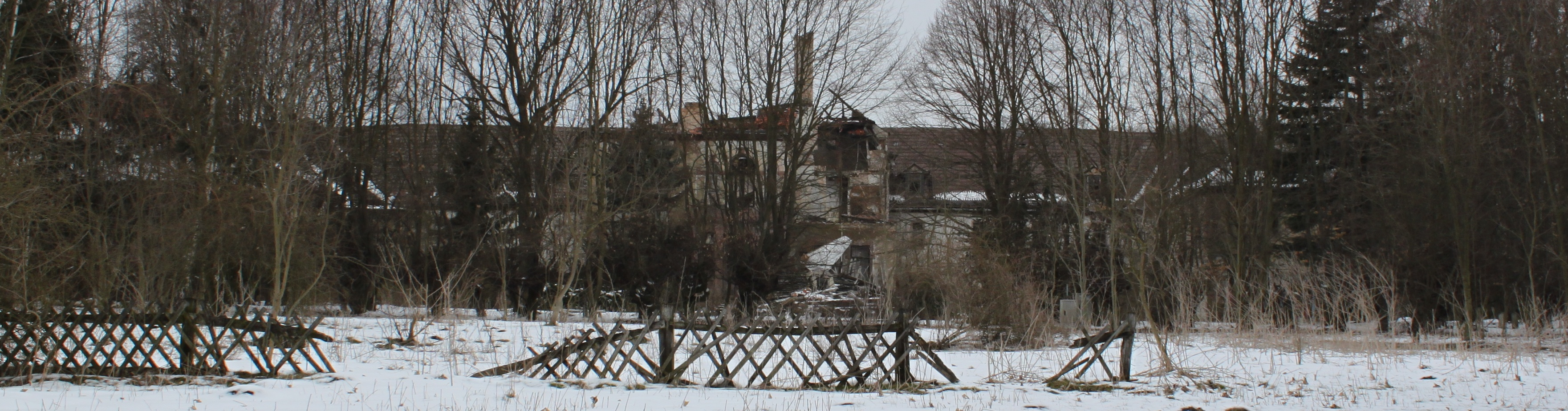
Gesamtanlage von Süden (2013)